# Sęp plamisty
Sęp plamisty, sęp Rüppella (Gyps rueppelli) – gatunek dużego ptaka padlinożernego z rodziny jastrzębiowatych (Accipitridae). Występuje w strefie Sahelu i wschodniej Afryce. Od 2015 uznawany za krytycznie zagrożonego wyginięciem.

## Podgatunki i zasięg występowania
Międzynarodowy Komitet Ornitologiczny (2022) wyróżnia dwa podgatunki:
- G. rueppelli rueppelli – południowo-zachodnia Mauretania po Senegambię na wschód po Sudan i na południe do Kenii i północnej Tanzanii[2]
- G. rueppelli erlangeri – Etiopia (poza jej zachodnią częścią), Erytrea i Somalia[2]

Komisja Faunistyczna Sekcji Ornitologicznej Polskiego Towarzystwa Zoologicznego wymienia go na liście gatunków stwierdzonych w Polsce, lecz nie zaliczonych do awifauny krajowej (kategoria E w klasyfikacji AERC – pojaw nienaturalny).

## Morfologia

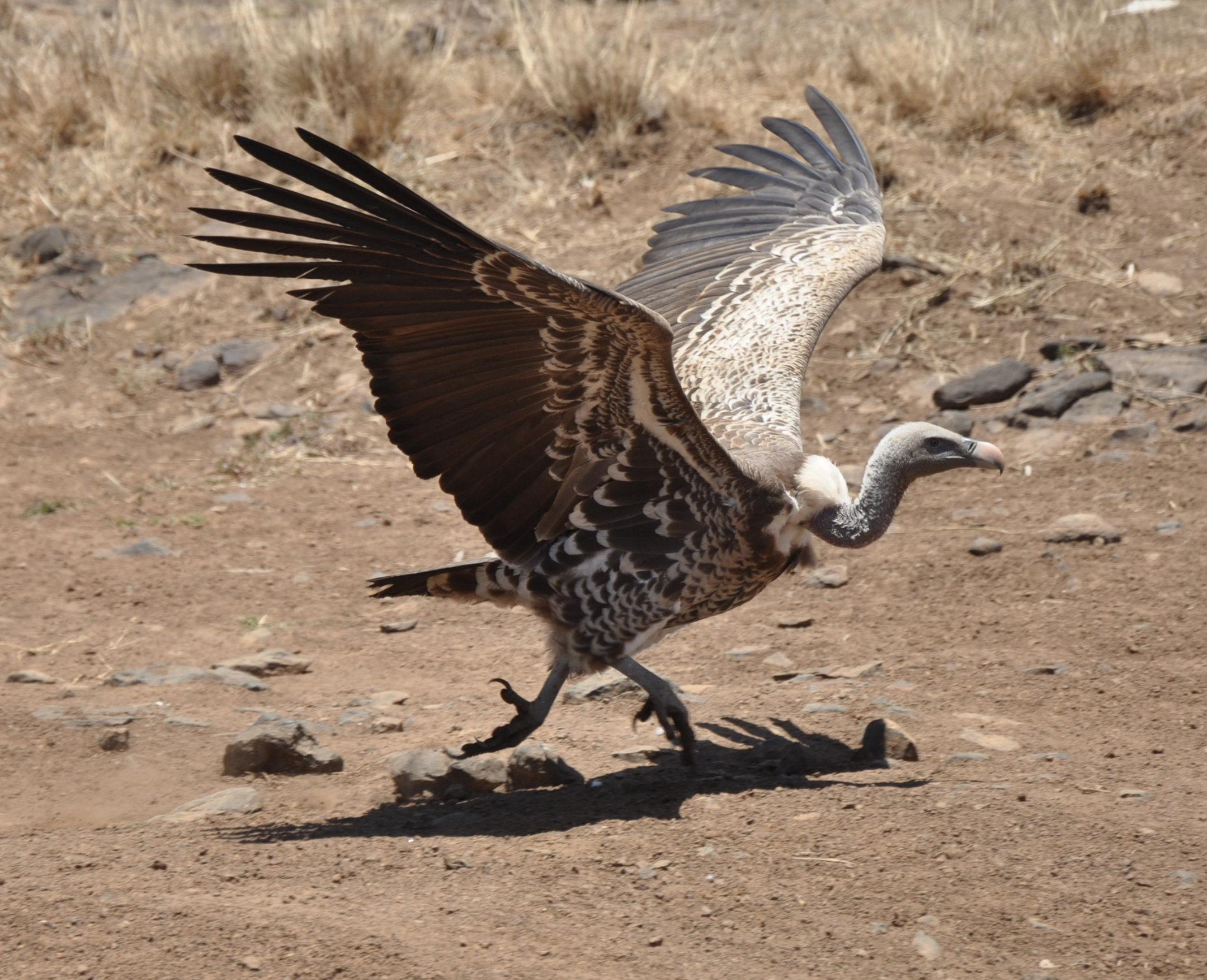
Sęp plamisty w Parku Narodowym Nairobi

Długość ciała około 101 cm, masa ciała 6,8–9 kg, średnia 7,57 kg (dla jednego przedstawiciela G. r. erlangeri 6,384 kg), rozpiętość skrzydeł 230–250 cm. Upierzenie ogółem ciemnobrązowe, pióra tułowia mają jasnokremowe krawędzie, lotki ciemne. Kołnierz biały, szyja ciemna, głowa jasna. Dalsza od ciała część dzioba jasna, u osobników młodocianych cały dziób ciemny. Ponadto osobniki młode mają jaśniejsze upierzenie.

## Ekologia i zachowanie
Środowiskiem życia sępów plamistych są otwarte tereny z zadrzewieniami akacji, obszary trawiaste i górskie. Są towarzyskie, zbierają się przy padlinie. Gniazdują głównie w koloniach na klifach i skarpach. W Etiopii odnotowywane do 4500 m n.p.m. Żywią się padliną i fragmentami kości z większych trucheł, ale jedzą głównie miękką tkankę mięśniową i organy wewnętrzne.
Są to najwyżej latające ptaki. Jego rekord wysokości to około 11 300 m n.p.m. 29 listopada 1973 zderzył się z samolotem lecącym na wysokości 37 000 stóp (około 11,27 km) nad Abidżanem. Uszkodził jeden z silników, co wymusiło lądowanie. Pozostałościami było 5 kompletnych i 15 niekompletnych piór, które na podstawie porównania z dostępnym w Muzeum Historii Naturalnej w Waszyngtonie materiale przypisano do sępa plamistego.

## Status
Międzynarodowa Unia Ochrony Przyrody (IUCN) zmieniała klasyfikację na przestrzeni lat; do 2004 sęp plamisty klasyfikowany był jako gatunek najmniejszej troski (LC, Least Concern), w latach 2007 i 2008 uznany został za gatunek bliski zagrożenia (NT, Near Threatened), w 2012 i 2013 za zagrożonego (EN, Endangered), a w 2015 rangę zmieniono na krytycznie zagrożonego (CR, Critically Endangered). W Gambii stan populacji zdaje się być stabilny, jednak w Mali i Sudanie Południowym populacje zmniejszyły się o, odpowiednio, 96% i 100% (dane z 2006). Możliwe, że sępy plamiste nie występują już także w Nigerii; w 2011 nie stwierdzono ich w Parku Narodowym Yankari, będącym ostoją tych sępów w Nigerii. Badania przeprowadzane na sawannach Burkiny Faso, Mali i Nigru, przeprowadzane w latach 1969–1973 i 2003–2004, wykazały spadek średniej liczebności z 61,3 osobnika na 100 km do 2,5 osobnika na 100 km. Spadek liczebności odnotowano również w Kamerunie (87% w latach 1973–2000), Ugandzie, Kenii, Somalii, Malawi (nie występuje w parkach narodowych Kasungu i Liwonde, gdzie niegdyś występował pospolicie) i Tanzanii. Możliwe, że stan populacji w Etiopii jest stabilny.
Gatunek doświadczył niezwykle gwałtownego spadku liczebności. Dotyczą go podobne zagrożenia, co w przypadku innych sępów – przekształcanie środowiska jego życia w tereny rolnicze i pastwiska, znikanie dzikich kopytnych prowadzące do zmniejszenia się dostępności padliny, odławianie na sprzedaż, tępienie przez człowieka i zatrucia. We wschodniej Afryce głównym problemem dotykającym sępów plamistych jest zatrucie, głównie przez pestycyd karbofuran. W 2007 okazało się, że w Tanzanii rozprowadzany był diklofenak, a brazylijski producent intensywnie go reklamował i eksportował do 15 krajów. Ptaki są również zabijane i sprzedawane na targach. Prawdopodobnie w Nigerii zniknięcie gatunku nastąpiło wskutek odławiania sępów i sprzedawania ich części do praktyk juju.